# Wielkie nadzieje (film 1946)
Wielkie nadzieje  (ang. Great Expectations) – brytyjski film z 1946 w reżyserii Davida Leana. Adaptacja powieści Karola Dickensa pt. Wielkie nadzieje.

## Obsada
- John Mills - Pip (dorosły)
- Jean Simmons - Estella Havisham (dziecko)
- Valerie Hobson - Estella Havisham (dorosła)
- Martita Hunt - Miss Havisham
- Finlay Currie - Abel Magwitch
- Francis L. Sullivan - Mr. Jaggers
- Bernard Miles - Joe Gargery
- Alec Guinness - Herbert Pocket (dorosły)
- Anthony Wager - Pip (dziecko)
- John Forrest - Herbert Pocket (dziecko)
- Freda Jackson - Mrs. Joe Gargery
- Ivor Barnard - Mr. Wemmick
- Torin Thatcher - Bentley Drummle
- O.B. Clarence

## Nagrody i nominacje
| Nazwa nagrody | Wygrane | Nominacje |
| ------------- | --- | --- |
| Oscar         | 1948 Najlepsza scenografia - filmy czarno-białe John Bryan, Wilfred Shingleton Najlepsze zdjęcia - filmy czarno-białe Guy Green | 1948 Najlepszy film wytwórnia J. Arthur Rank and Cineguildbr Najlepszy reżyser David Lean Najlepszy scenariusz Anthony Havelock-Allan, David Lean, Ronald Neame |